# Flaga Janowca Wielkopolskiego
Flaga Janowca Wielkopolskiego – prostokątny płat tkaniny o stosunku wysokości do długości jak 5:8, złożony z trzech równych pasów barwnych, ułożonych poziomo. Kolejno od góry: białego, żółtego i błękitnego. Pośrodku płata flagi umieszczono herb Janowca Wielkopolskiego, o wysokości równej połowie wysokości flagi.
Barwy flagi odwzorowują kolorystykę herbu: biel nawiązuje do togi Temidy, barwa żółta do jej atrybutów: miecza i wagi, błękit natomiast do barwy tarczy herbowej.